# Farveladning
Farveladning er i subatomar fysik en del af den stærke vekselvirkning og er en egenskab i kvarker, forsaget af gluoner.

Der findes tre forskellige "farver": Blå, grøn og rød. Desuden findes anti-kvarker med farverne antiblå, antigrøn og antirød. Farve anvendes kun som begreb, og har ingen sammenhæng med de farver man kan se med det blotte øje.

Kvarker kan ikke forekomme frie. De forekommer kun i partikler som er "hvide", det vil sige at alle tre farver er til stede og ikke kan interagere med udefra kommende kvarker. Der findes to slags sæt: Kombinationer af tre kvarker med tre forskellige farver (baryoner som protonen og neutronen), eller en kombination af en kvark med en antikvark af modsat farve (mesoner).